# Grumantbyen
Grumantbyen (eller Grumant) er en forladt sovjetisk bebyggelse på Spitsbergen, Svalbard. Stedet ligger lige sydvest for Longyearbyen og nordøst for Colesdalen i Isfjorden. Grumant var et pomorsk stednavn som tidligere var brugt om hele Svalbard, og som på lokalt sprog kan være en forveksling af Grønland. Grumantbyen blev forladt i årene 1961-62.
De første huse blev bygget i 1910 og i 1912 var hele bebyggelsen opført. Det sovjetiske mineselskab Arktikugol drev minedrift i området omkring Grumantdalen, men nedlagde driften der på grund af vanskelige havneforhold og en faldende produktion af kul. Udskibningen af kul skete derefter fra Colesbugten, hvor kullet blev bragt til fra Grumantbyen på et 40 centimeter smalt jernbanespor. I årene omkring 1951-52 boede 1107 indbyggere i Grumant (inkl. havneområdet ved Colesbugten) og var det område på Svalbard med flest beboere.
Gnaverarten "østmarkmus (Microtus levis)" har sin eneste udbredelse på norsk jord i og nær Grumantbyen.